# نوار باران

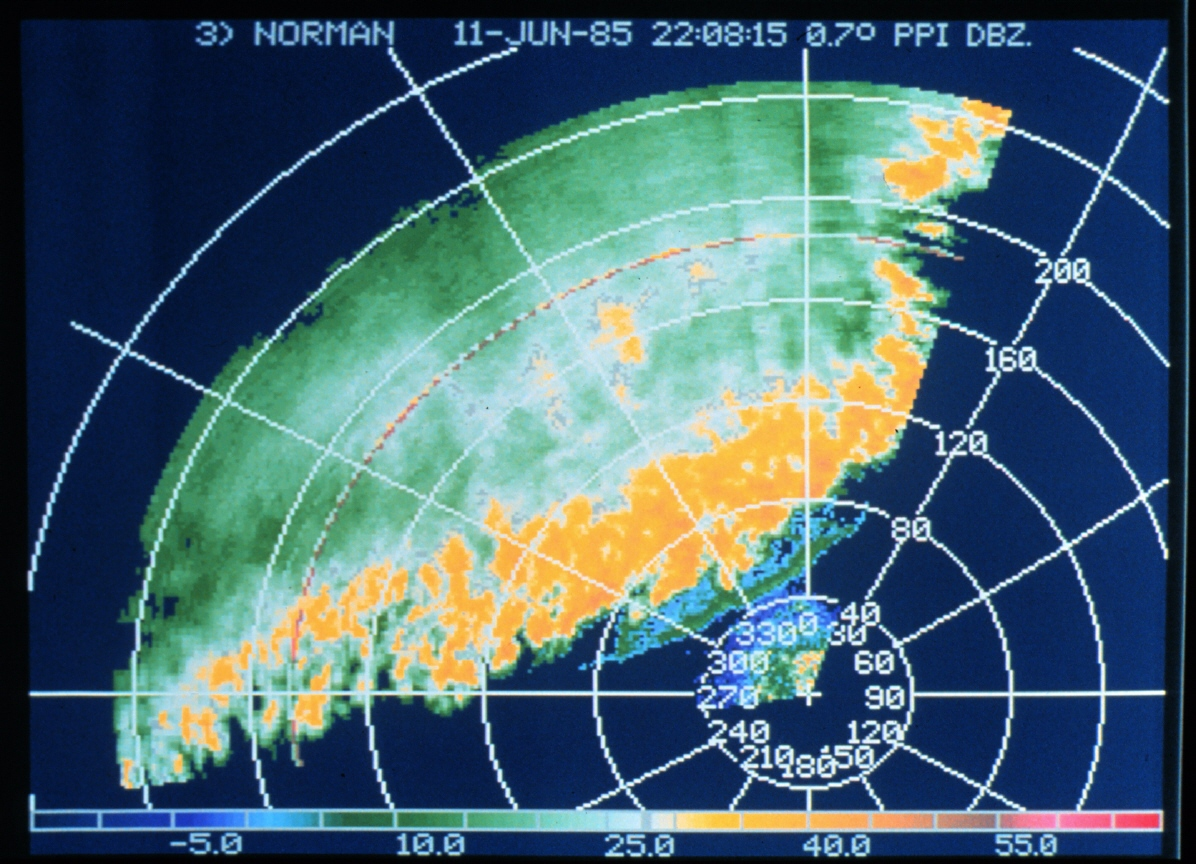
نوارهای باران توفان‌های تندری بر روی صفحه نمایش یک رادار هواشناسی.

نوار باران (انگلیسی: Rainband) ساختاری از ابر و بارش و مربوط به منطقه ای از بارندگی است که به‌طور قابل توجهی کشیده شده است. نوار باران در چرخند حاره‌ای ممکن است از نوع باراپوشنی یا همرفتی و منحنی شکل باشد. نوارهای باران شامل رگبار و توفان تندری هستند و در امتداد چشم‌دیواره و چشم توفان، چرخند حاره‌ای را پدید می‌آورند. گستردگی نوارهای باران در اطراف یک چرخند حاره‌ای می‌تواند به تعیین شدت چرخند کمک کند.
نوارهای باران تشکیل‌شده در نزدیکی و پیشانی جبهه‌های سرد ممکن است خطوط تندوَزه‌ای باشند که می‌توانند باعث ایجاد پیچند شوند. نوارهای باران مرتبط با جبهه‌های سرد ممکن است به دلیل تشکیل یک مانع رودبادی سطح پایین، توسط موانع کوهستانی عمود بر جهت جبهه منحرف گردند. نوارهای توفان‌های تندری ممکن است در صورت وجود رطوبت کافی، به‌همراه مرزهای نسیم دریا و خشکی تشکیل شوند. اگر نوارهای بارانی نسیم دریا درست پیش از یک جبهه سرد به اندازه کافی فعال شوند، می‌توانند محل خود جبهه سرد را بپوشانند. نواری‌شدن در الگوی بارشی یک چرخند برون‌حاره‌ای می‌تواند مقادیر قابل توجهی باران یا برف را به بار آورد. در پشت چرخندهای برون‌حاره‌ای، نوارهای باران می‌توانند در جهت باد پهنه‌های آب نسبتاً گرم مانند دریاچه‌های بزرگ تشکیل شوند. اگر اتمسفر به‌اندازه کافی سرد باشد، این نوارهای باران می‌توانند باعث ایجاد برف سنگین شوند.